# علی دیلم
علی دیلم در شاهنامه نام یکی از کاتبان شهر توس است که از متن شاهنامه ابومنصوری رونوشت بر می‌داشت. او به همراه بودلف که راوی شاهنامه بود، ظاهراً از این کار خود مزدی هم دریافت می‌کرده‌اند.